# چگون‌لو
چگون‌لو (به لاتین: Chugunlu) یک منطقه مسکونی در جمهوری آذربایجان در شهرستان شمکور واقع شده است.